# Агент США
Агент США (англ. U.S. Agent), справжнє ім'я Джон Вокер (англ. John Walker) — вигаданий супергерой з коміксів американського видавництва Marvel Comics. зазвичай у головних ролях Капітан Америка і Месники. Уперше він з’явився в «Captain America» #323 (листопад 1986) як Суперпатріот. Пізніше він був перероблений як Капітан Америка, а через кілька років — як Агент США.

## Оцінки
У 2012 році персонаж посів 29 місце в ТОПі від IGN «ТОП 50 Месників».

## Колекційні видання
| Назва                                           | Випуски                                                                                              | Дата публікації | ISBN                |
| ----------------------------------------------- | --- | --------------- | ------------------- |
| Captain America Epic Collection: The Captain    | Captain America #332–350 Iron Man #228                                                               | 13 серпня 2021  | ISBN 978-1302930707 |
| Captain America: Scourge of the Underworld      | U.S.Agent (Том 1) #1-4 Marvel Fanfare #29 Amazing Spider-Man #278 Captain America #318-320, #358-362 | 2 березня 2011  | ISBN 978-0785149620 |
| Captain America Epic Collection: Arena of Death | U.S.Agent (Том 1) #1-4 Captain America #411-419, Annual #11-12 Ghost Rider/Captain America: Fear #1  | 15 березня 2022 | ISBN 978-1302934453 |
| U.S.Agent: The Good Fight                       | U.S.Agent (Том 1) #1-4 U.S.Agent (Том 2) #1-3 Captain America #333 Avengers West Coast #100          | 8 грудня 2020   | ISBN 978-1302927448 |
| U.S.Agent: American Zealot                      | U.S.Agent (Том 3) #1-5                                                                               | 6 липня 2021    | ISBN 978-1302924768 |